# Almir Muchutdinow
Almir Nurułłowicz Muchutdinow (ros. Альмир Нуруллович Мухутдинов; ur. 9 czerwca 1985 w Dżambule) – kazachski piłkarz pochodzenia tatarskiego grający na pozycji pomocnika i obrońcy, reprezentant kraju. Posiada także obywatelstwo rosyjskie.

## Kariera piłkarska

### Kariera klubowa
Muchutdinow zaczynał karierę w klubach FK Taraz, CSKA Ałmaty i CSKA Moskwa. W latach 2003–2013 występował w rosyjskich klubach takich jak Spartak-Telekom Szuja, Wiczuga, Lokomotiw Kaługa, Okiean Nachodka, Mietałłurg Krasnojarsk, FK Krasnodar, Gazowik Orenburg, Dinamo Briańsk i Wołgar Astrachań. Od 2013 roku gra w kazachskich klubach, Irtyszu Pawłodar, FK Taraz, Tobyle Kostanaj, a obecnie w Żetysu Tałdykorgan.

### Kariera reprezentacyjna
W reprezentacji Kazachstanu zadebiutował 7 czerwca 2016 roku w meczu towarzyskim przeciwko Chinom. Rozegrał 3 spotkania.
| Mecze i gole w reprezentacji | Mecze i gole w reprezentacji | Mecze i gole w reprezentacji | Mecze i gole w reprezentacji | Mecze i gole w reprezentacji | Mecze i gole w reprezentacji | Mecze i gole w reprezentacji |
| Kazachstan                   | Kazachstan                   | Kazachstan                   | Kazachstan                   | Kazachstan                   | Kazachstan                   | Kazachstan                   |
| Lp.                          | Data                         | Miasto                       | Przeciwnik                   | Gol                          | Wynik                        | Rozgrywki                    |
| ---------------------------- | ---------------------------- | ---------------------------- | ---------------------------- | ---------------------------- | ---------------------------- | ---------------------------- |
| 1.                           | 07.06.2016                   | Dalian                       | Chiny                        |                              | 1:0                          | towarzyski                   |
| 2.                           | 08.10.2016                   | Podgorica                    | Czarnogóra                   |                              | 0:5                          | el. MŚ 2018                  |
| 3.                           | 11.11.2016                   | Kopenhaga                    | Dania                        |                              | 1:4                          | el. MŚ 2018                  |